# Attila Petschauer

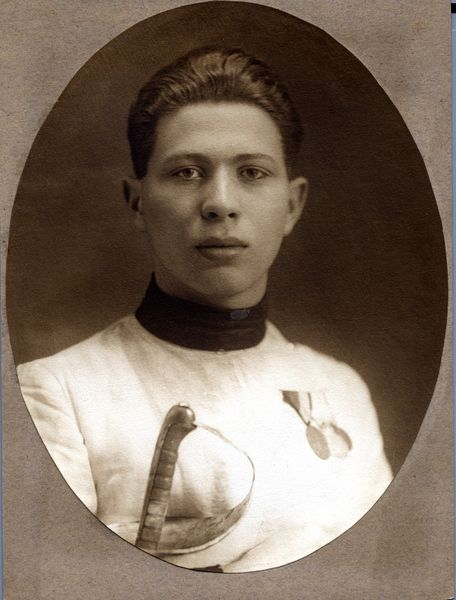
Attila Petschauer, 1928

Attila Petschauer (* 14. Dezember 1904 in Budapest, Österreich-Ungarn; † 30. Januar 1943 bei Dawydauka, Sowjetunion) war ein ungarischer Fechter und Journalist jüdischer Abstammung.

## Leben
Petschauer war Mitglied der Olympischen Auswahl Ungarns 1928 in Amsterdam und 1932 in Los Angeles, die jeweils Gold gewann. Er erreichte einen zweiten bzw. einen fünften Platz im Einzelkampf. Bei den Internationalen Meisterschaften 1930 in Lüttich und 1931 in Wien schaffte er es bis zum Sieg im Mannschaftsspiel sowie 1925 in Ostende, 1926 in Budapest, 1929 in Neapel und 1930 in Lüttich kam er auf den zweiten Platz. 1931 wurde er Dritter in Wien. Als Mitglied des Nemzeti Vívó Club (Nationaler Fechterclub) war er 17-mal Mitglied der Auswahlmannschaft; ungarischer Meister wurde er aber nie, sagenhaft war er Der ewige Zweite.
Nach seinem Rückzug aus dem Sport arbeitete er als Mitarbeiter der Tageszeitung Az Est. Er war eine beliebte Figur der Künstlerwelt Budapests in der Zwischenkriegszeit. 1942 wurde er wegen seiner jüdischen Herkunft als Zwangsarbeiter einberufen und misshandelt. Er starb schließlich 1943 in einem Arbeitslager im Dorf Dawydauka in der heutigen belarussischen Rajon Swetlahorsk.

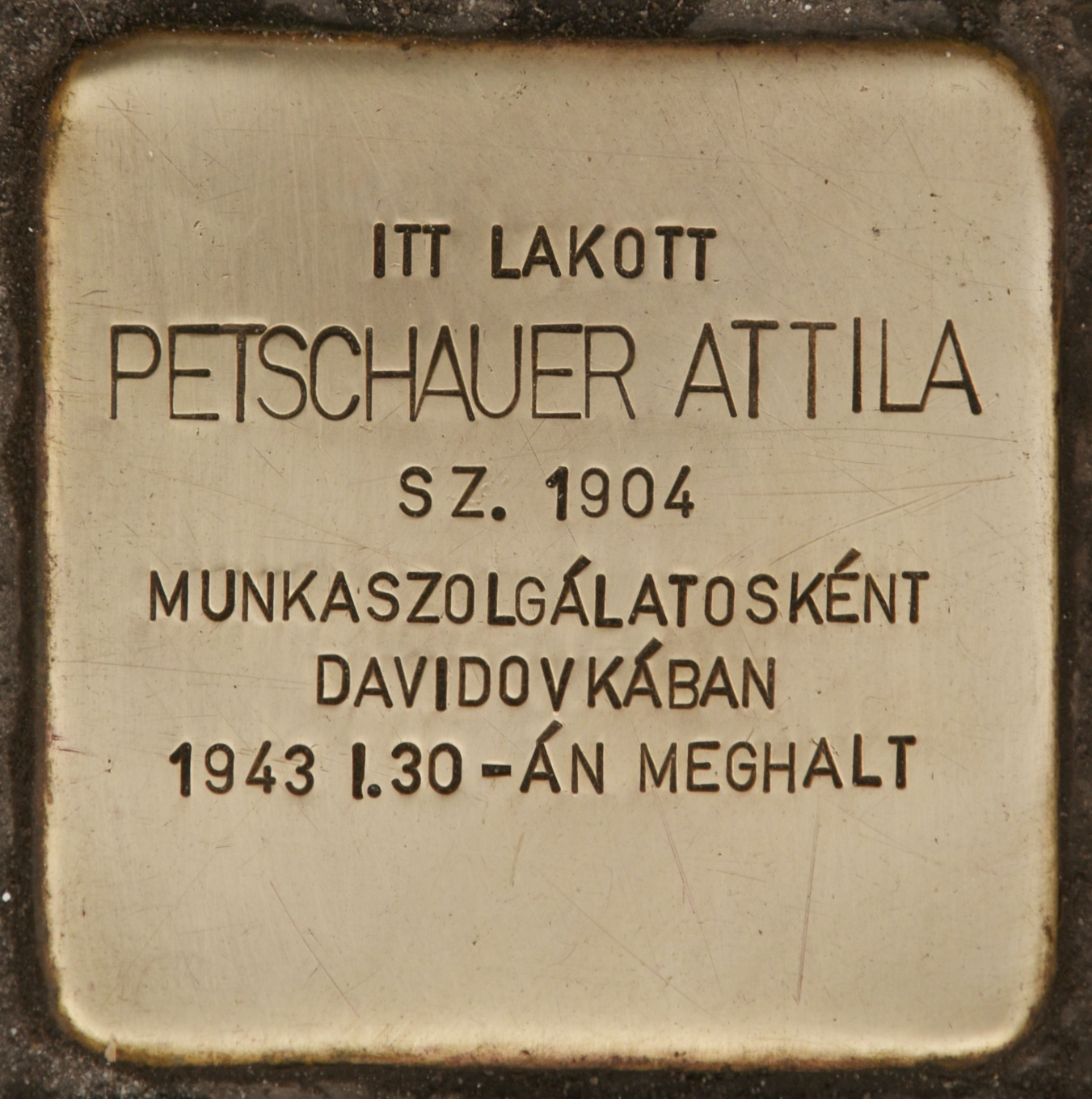
Stolperstein in Budapest

1985 wurde Petschauer in den International Jewish Sports Hall of Fame gewählt. Seine Überreste seien angeblich gefunden, so berichtete die Tageszeitung Népszabadság am 17. September 2005; bisher wurde vermutet, dass er in einem Massengrab begraben liege. In Budapest wurde ein Stolperstein für ihn verlegt.